# Rollwagen (Transport)

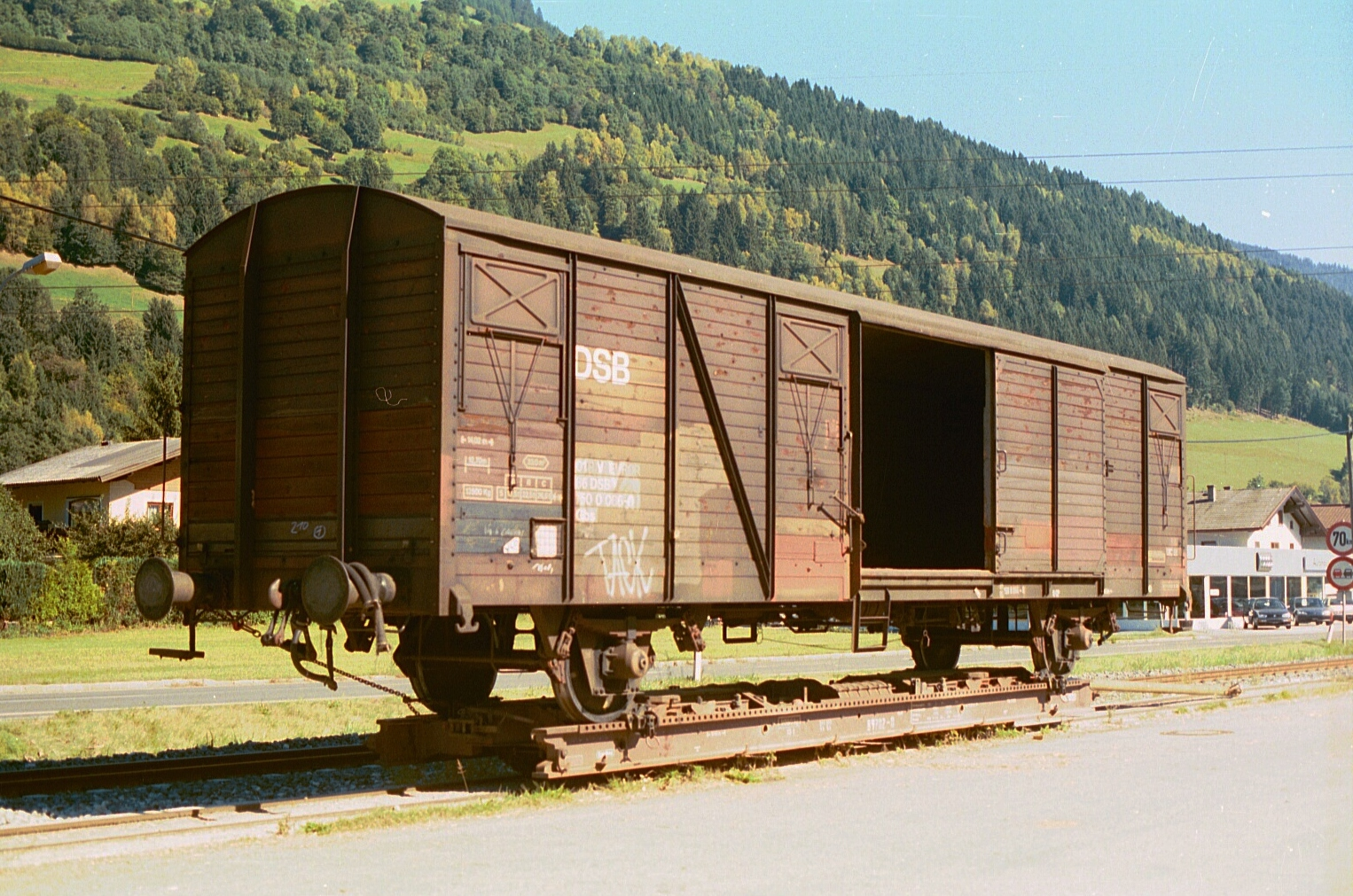
Auf Rollwagen verladener normalspuriger Güterwagen (Pinzgaubahn; 1997)

Mit Rollwagen werden bestimmte Fahrzeugarten im Straßenverkehr und im Schienenverkehr bezeichnet. Die Verwendung des Begriffs ist nach Region unterschiedlich.

## Straßenverkehr
Im Straßenverkehr werden Wagen mit ebener, offener Ladefläche (Pritsche, deshalb auch Pritschenwagen) mit Rollwagen bezeichnet. Das Fahrzeug kann für den Transport von Gütern aller Art verwendet werden. Der Begriff beschreibt ausschließlich den für den Transport nutzbaren Wagenaufbau. Als Antrieb wurden ursprünglich Menschen und Zugtiere eingesetzt. Ein Rollkutscher war der Kutscher eines einfachen Rollwagens, der von Pferden gezogen wird. Die Bezeichnung Rollkutsche entsprach bei Pritschenwagen nie der Definition von Kutschen, allenfalls bei gefederten und gedeckten Lastwagen. Aus den motorisierten Pritschenwagen entwickelten sich dann die Lastkraftwagen, Kleintransporter und Pick-ups.

## Eisenbahn

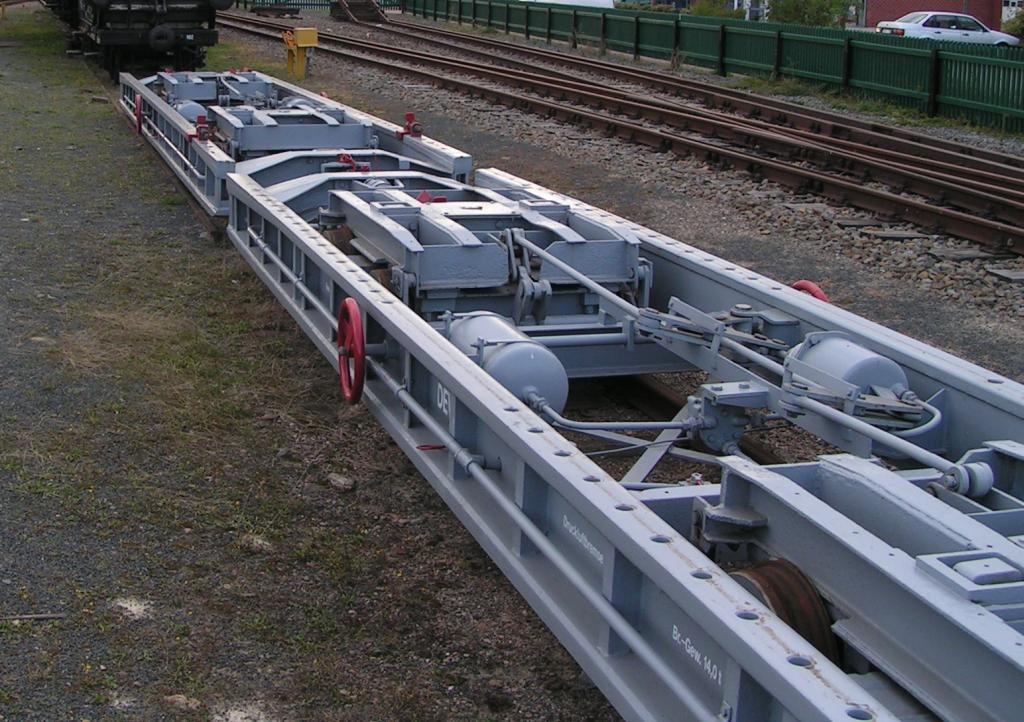
Zwei Rollwagen der Museumseisenbahn Bruchhausen-Vilsen

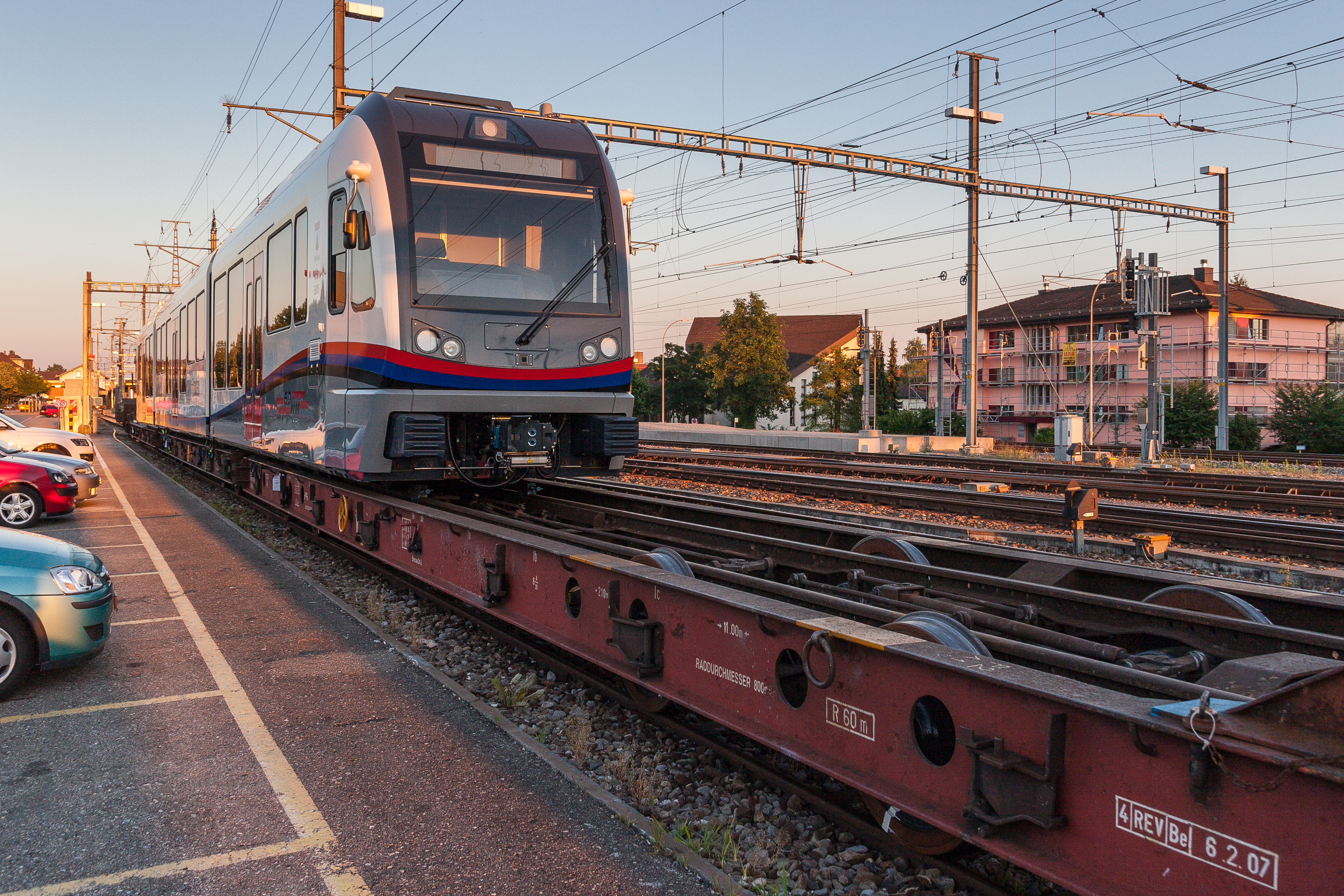
Neuer Schmalspur-Triebzug zur Auslieferung auf einem Rollschemel (Weinfelden, Schweiz)

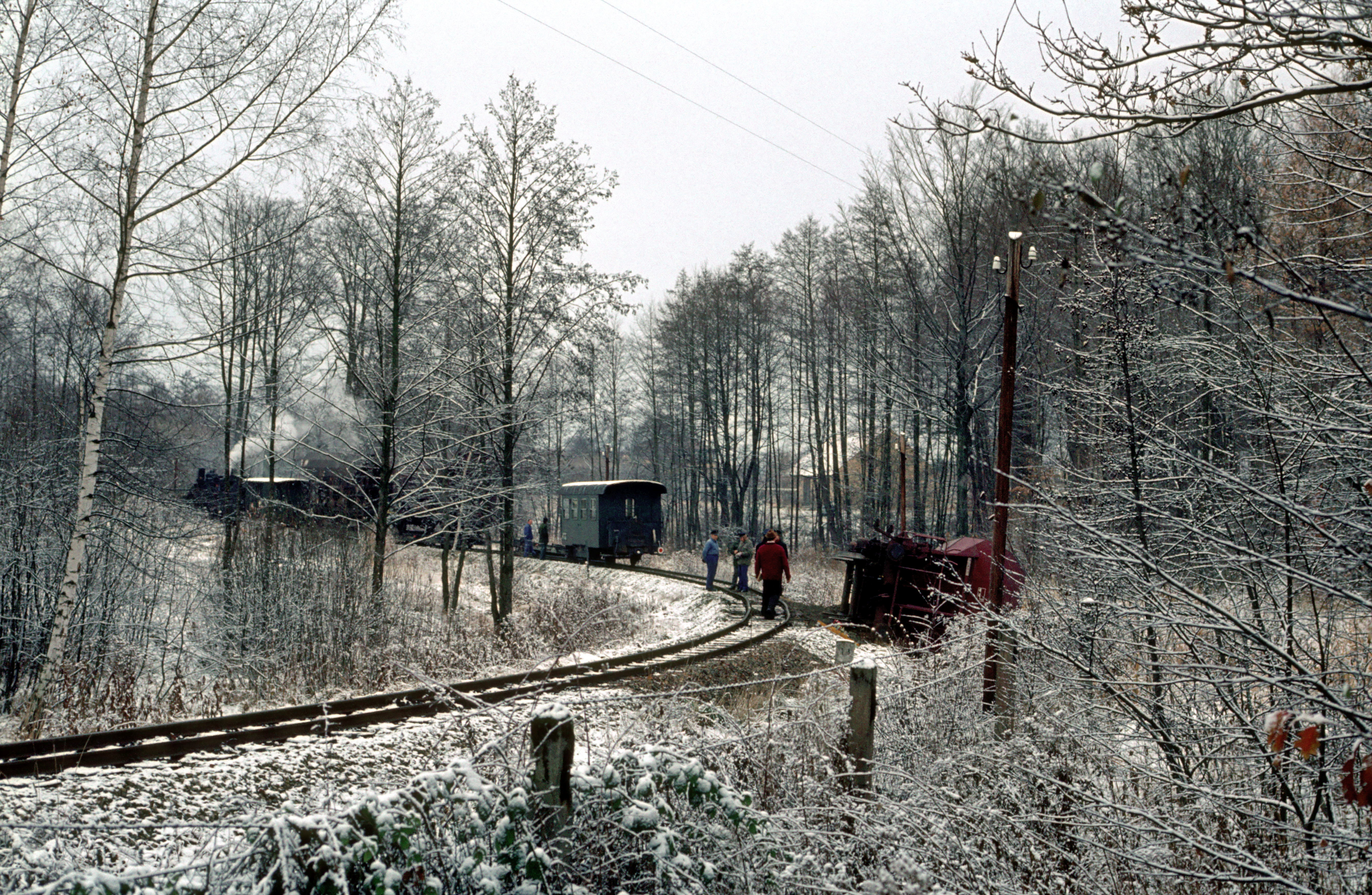
Absturz eines Schotterwagens vom Rollwagen auf den Waldviertler Schmalspurbahnen. Hohe Schwerpunktlage und enger Bogen wirkten sich hier auf Spurweite 760 mm besonders nachteilig aus.

Bei der Eisenbahn werden Rollwagen zum Transport von Fahrzeugen aus Netzen anderer Spurweite eingesetzt. Dadurch entfällt das Umladen der zu transportierenden Güter, was eine erhebliche Kosten- und Zeitersparnis mit sich bringt. Weitere Systeme, welche ein Umladen von Gütern vermeiden, sind Straßenroller zum Transport von Schienenfahrzeugen auf der Straße sowie Rollböcke zum Verladen von andersspurigen Fahrzeugen. Gestiegene Löhne begünstigten um 1900 die Einführung solcher Systeme.
Die Rollwagen sind meist so konstruiert, dass die äußeren Langträger des Rahmens zugleich als Schienen für die Normalspurwagen dienen.
Zum Be- und Entladen werden die Rollwagen an ein stumpf auf Rahmenhöhe endendes Normalspurgleis, die so genannte Rollwagenrampe oder Rollwagengrube, herangefahren. Es gibt auch kombinierte Bauformen, die das Beladen von Rollböcken und Rollwagen gleichermaßen zulassen. Beim Beladen werden die Enden des Rollwagens durch Unterlegkeile abgestützt, um ein Kippen zu verhindern. Manche Rollwagenrampen besitzen auf der gesamten Nutzlänge Hilfsschienen, über denen die Längsträger der Rollwagen zu stehen kommen und so vor dem Kippen der Wagen schützen. Nach dem Fixieren des oder der Rollwagen an der Rampe können die zu verladenden Wagen von der Normalspur herüber geschoben oder mittels Seilzug gezogen werden. Durch Zusammenschieben mehrerer Rollwagen lassen sich mehrere Normalspurwagen gleichzeitig verladen.
Die Normalspurwagen werden entkuppelt und mit Radvorlegern und Spannketten auf dem Rollwagen gesichert. Auf zwei Rollwagen verladene Drehgestellwagen werden nur auf einem Rollwagen befestigt. Die Rollwagen besitzen entweder fest angebaute vollwertige Kupplungen oder werden auseinandergezogen und mit Kuppelstangen gekuppelt.
Güterwagen auf Rollwagen können zu ganzen Güterzügen zusammengestellt werden. Hierzu sind die Rollwagen mit dem jeweiligen Bremssystem (Druckluft, Saugluft) oder der Heberleinbremse der Schmalspurbahn ausgerüstet. Gekuppelt werden die Rollwagen durch fest angebaute vollwertige Kupplungen der jeweiligen Norm der Schmalspurbahn oder durch Kuppelstangen, unbeladen in letzterem Fall durch kurze Kuppeleisen. Selten, beispielsweise bei der Schweizer Brünigbahn, ist die Ausrüstung von Rollwagen mit selbsttätiger Mittelpufferkupplung.

### Deutschland

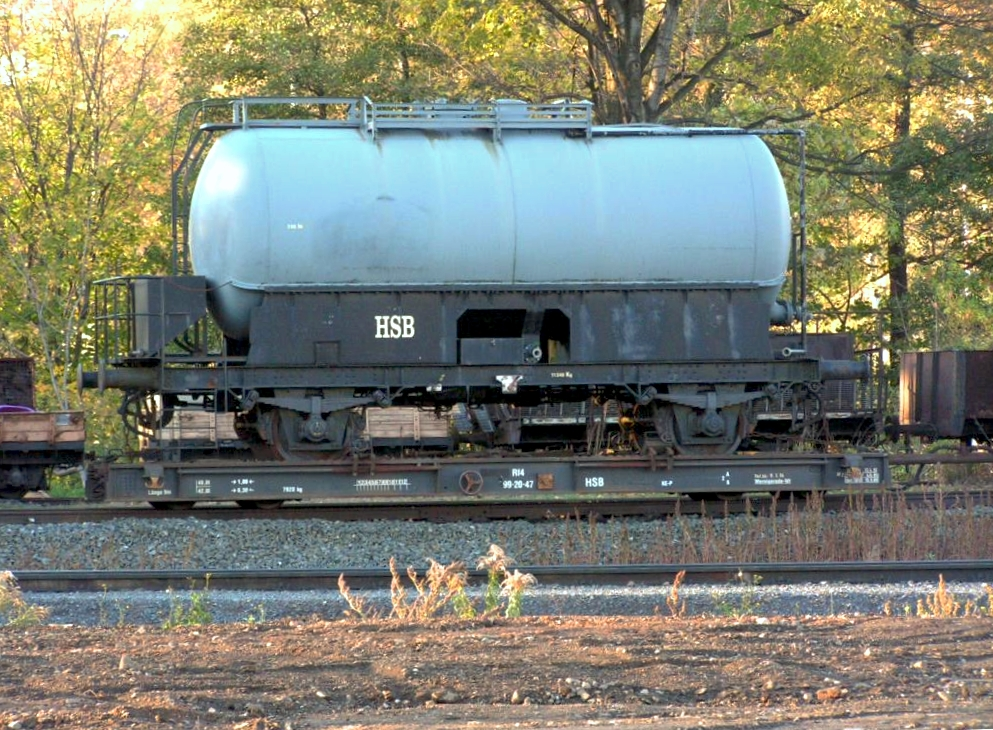
Rollwagen der HSB beladen mit einem Kesselwagen

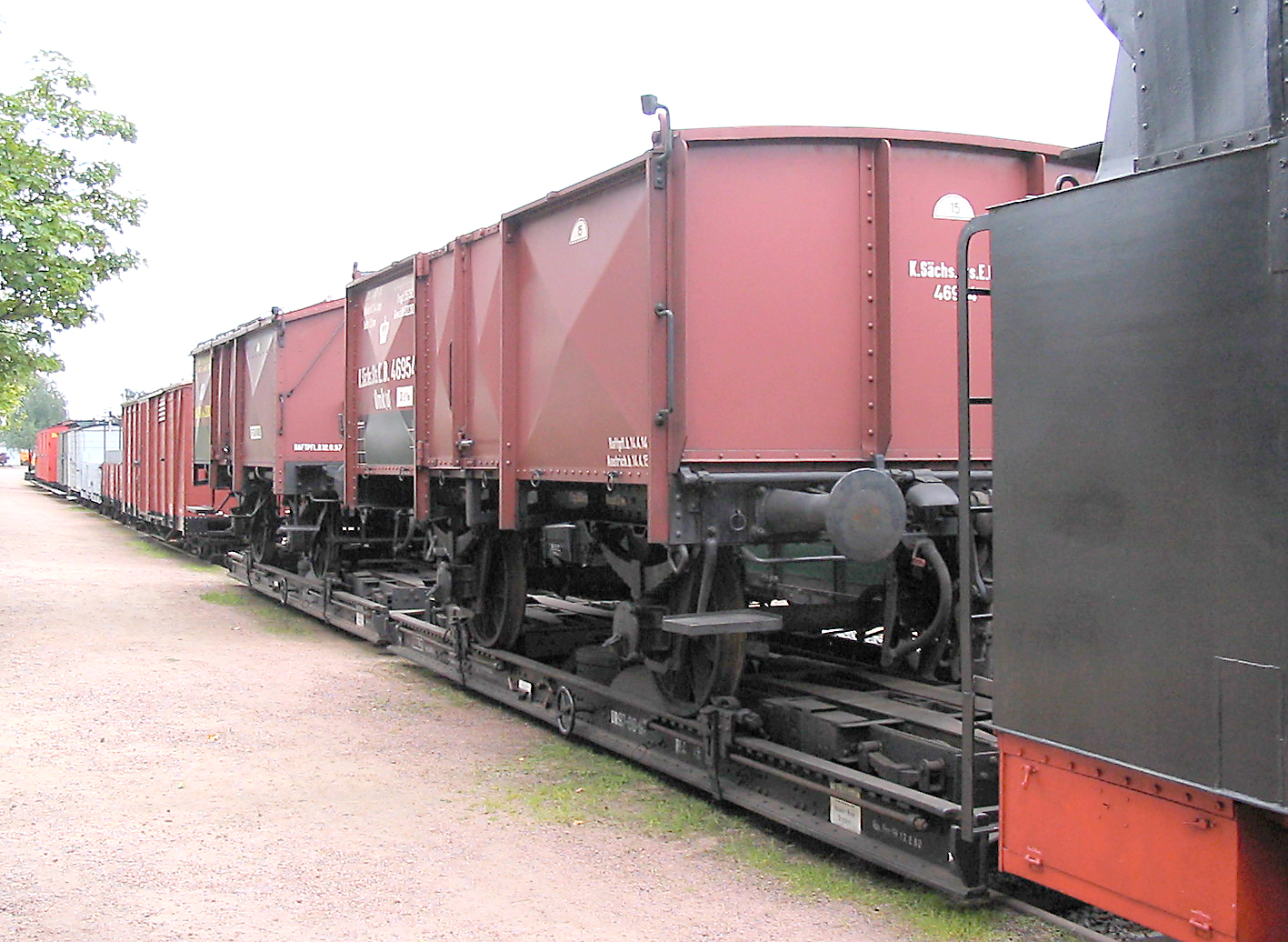
Bahnhof Radebeul Ost: Am Alten Güterboden; zwei Normalspurwagen auf Schmalspur-Rollwagen

Im Eisenbahnwesen sind Rollwagen Nebenfahrzeuge, mit denen Regelspurwagen auf Schmalspurbahnen befördert werden (siehe auch Eisenbahn-Bau- und Betriebsordnung für Schmalspurbahnen (ESBO) §18 (6)). Der gemeinsame Oberbegriff der ESBO für Rollböcke und Rollwagen ist Rollfahrzeuge.
Die Tatsache, die hauptsächlich verantwortlich für das Aufkommen von Rollwagen in Deutschland war, war das Fehlen eines zusammenhängenden Schmalspurnetzes. Daraus ergab sich, dass die Schmalspurstrecken in viele Inselbetriebe zerfielen, weswegen die Betriebsvorschriften nicht einheitlich waren. Während bei der Deutschen Reichsbahn pro Rollwagen nur ein zweiachsiger Normalspurwagen zugelassen war, verlud die Mittelbadische Eisenbahngesellschaft auch vierachsige Mineralölkesselwagen auf einzelne Rollwagen, die dementsprechend lang ausgestaltet waren. Bei der Reichsbahn verlud man Drehgestellwagen, sofern zulässig, auf zwei Rollwagen.
Regelspurige Wagen für den Transport von Schmalspurfahrzeugen sind in Deutschland Schmalspurtransportwagen. Sie werden jedoch nur für Fahrzeugüberführungen genutzt. Der Transport von beladenen Schmalspurwagen  im Regelspurnetz ist wegen der hohen toten Masse und des nur ungenügend nutzbaren Fahrzeugumgrenzungsprofils unwirtschaftlich und wird deswegen nicht praktiziert.

#### Rollwagen der Königlich Sächsischen Staatseisenbahnen
Die Rollwagen der Königlich Sächsischen Staatseisenbahnen hatten alle eine Spurweite von 750 mm.
|                          | Gattung 813 | Gattung 814 | Gattung 816 | Gattung 819 | Gattung 899 | Gattung 900 | Gattung 910 | Gattung 912 |
| ------------------------ | ----------- | ----------- | ----------- | ----------- | ----------- | ----------- | ----------- | ----------- |
| Erstes Auslieferungsjahr | 1907        | 1901        | 1901        | 1901        | 1905        | 1905        | 1916        | 1921        |
| Fahrbühnenhöhe [mm]      |             | 400         |             | 400         | 400         | 400         |             |             |
| Fahrbühnenlänge [mm]     | 5500        | 11 000      | 7800        | 4640        | 5200        | 7500        | 5500        | 7800        |
| Anzahl Achsen            | 4           | 6           | 6           | 3           | 4           | 4           | 4           | 4           |
| Tragfähigkeit [t]        |             | 34          |             |             |             |             |             |             |

Scherzhaft wurden auch die Dampflokomotiven der Bauart XII H2 der Königlich Sächsischen Staatseisenbahn als Sächsischer Rollwagen bezeichnet.

#### Rollwagen der Deutschen Reichsbahn-Gesellschaft (Altbaurollwagen)
Die von der DRG zwischen 1929 und 1938 beschafften 130 vierachsigen Rollwagen für die sächsischen Netze hatten eine Fahrbühnenlänge von 8000 mm und wurden zum größten Teil mit Körtingbremse ausgeliefert. Weitere 26 Rollwagen dieser Baujahre erhielten bereits eine 9000 mm lange Fahrbühne. Die Rollwagen des Baujahres 1944 hatten bei ansonsten gleicher Ausführung alle 9000 mm Längsträger. Die Längsträger wurden aus U-Profilen gebildet, die aus zwei Doppel-T-Trägern zusammengesetzt waren. Die einzelnen Querträger und Kopfstücke waren mit den Längsträgern vernietet.

#### Rollwagen der Deutschen Reichsbahn (Neubaurollwagen)

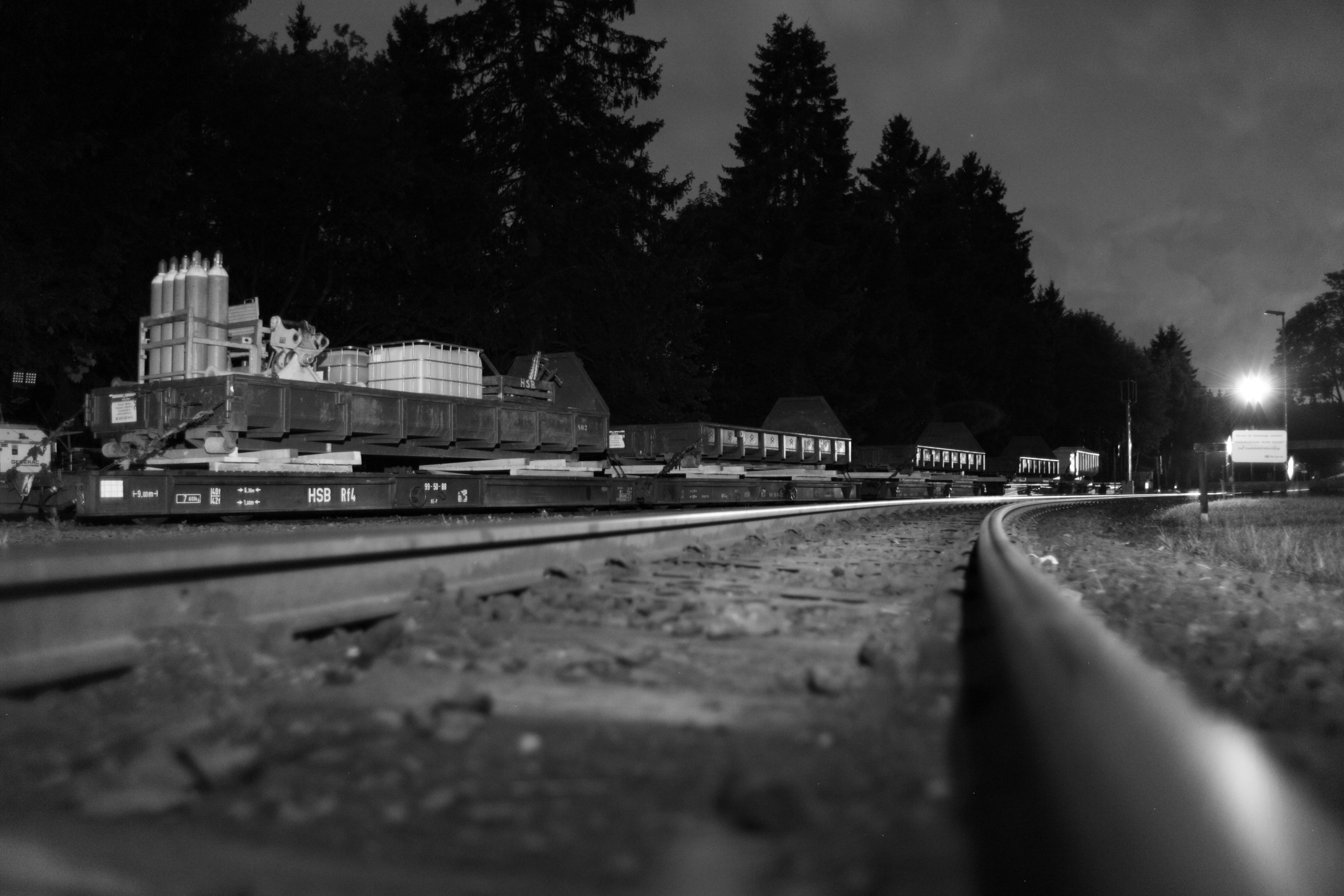
Rollwagen der HSB beladen mit Abrollcontainern

Die 1960 bis 1962 von der DR beschafften Rollwagen sind vollständige Schweißkonstruktionen mit einer 9000 mm langen Fahrbühne, die sowohl für 1000 mm als auch für 750 mm Spurweite gebaut wurden. Die 415 mm hohen Langträger ragen außen 105 mm über die Fahrschiene hinaus.

#### Rollwagen bei Privatbahnen
Auch bei vielen Privatbahnen waren Rollwagen im Einsatz. Eine der ältesten Entwicklungen dürfte von der Kölner Waggonfabrik van der Zypen & Charlier stammen. Erste Bilder zeigen den Einsatz solcher Fahrzeuge bei der Bayer-Werkbahn. Auch die Hohenlimburger Kleinbahn setzte ab 1900 derartige Fahrzeuge ein. Offensichtlich hat später die Dortmunder Firma Both & Tilmann die Produktion übernommen und mit eigenen Patenten weiter entwickelt. Fahrzeuge dieses Herstellers gab es neben der Hohenlimburger Kleinbahn bei der Plettenberger Kleinbahn, der Iserlohner Kreisbahn, der Klb. Haspe-Vörde-Breckerfeld, den Wuppertaler Bahnen usw. Geliefert worden war auch in die Schweiz, u. a. eine Sonderkonstruktion, bei der auch noch die Fahrschienen drehbar gelagert waren, um besonders enge Radien befahren zu können. Weitere Hersteller im Westen Deutschlands waren die Hohenlimburger Maschinenbauanstalt Boecker & Volkenborn sowie die Fa. Orenstein & Koppel aus Dortmund-Dorstfeld. Diese Firma hatte 1960/61 moderne, geschweißte Rollwagen mit 9,0 m Länge und Druckluftbremsen an die Hohenlimburger Kleinbahn geliefert. Nach der Betriebseinstellung dieser Bahn sind einige Exemplare an die DR für die Industriebahn Halle verkauft worden.
Von dem Hohenlimburger Bestand sind fünf Wagen der Hersteller Both & Tilmann, Boecker & Volkenborn und O & K bei der Märkischen Museumseisenbahn bei Plettenberg erhalten geblieben; davon zwei, die aus Halle zurückgeholt worden waren. Auch der DEV in Bruchhausen-Vilsen und die Selfkantbahn haben Rollwagen in ihrem Bestand.

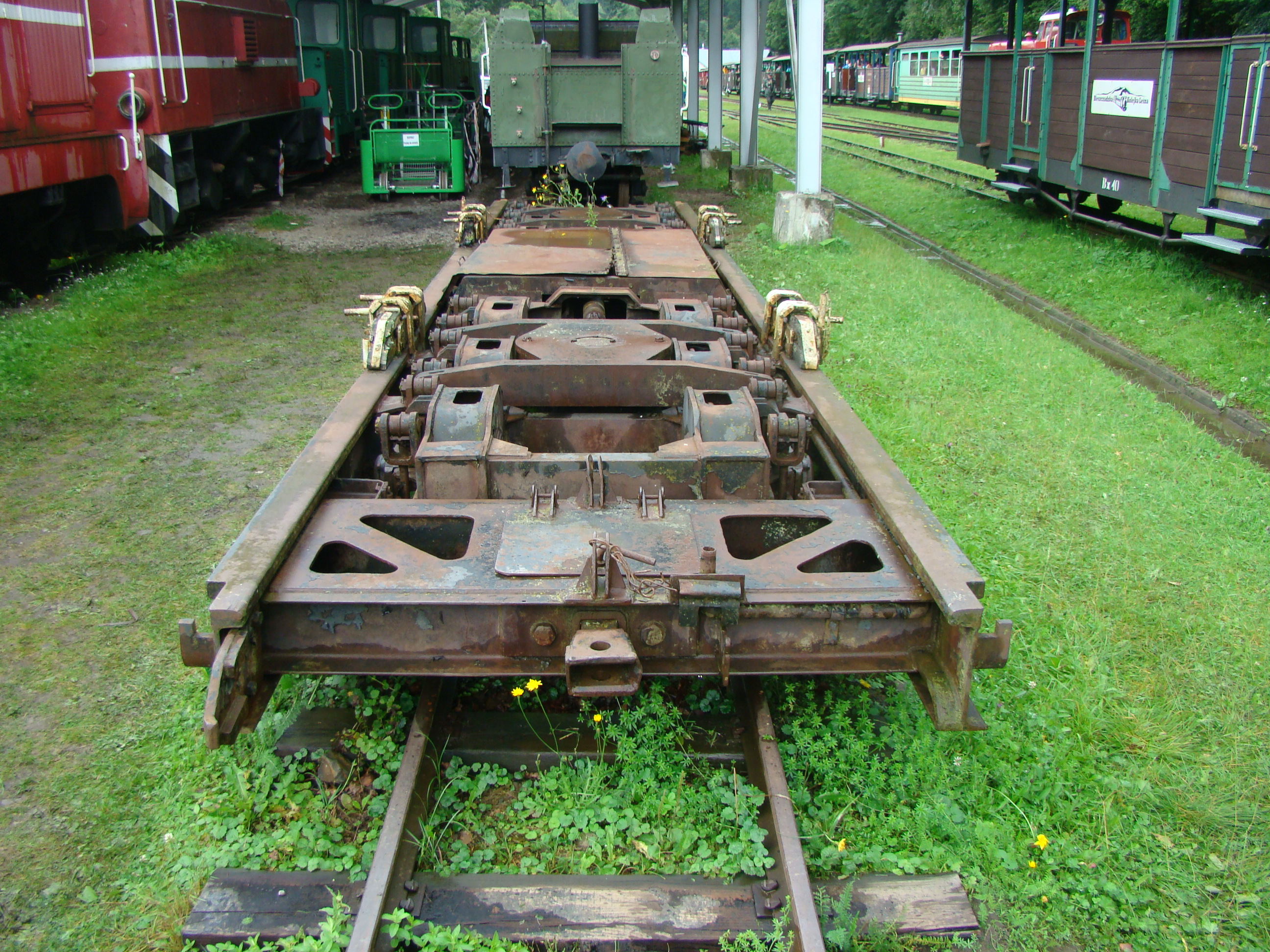
Sechsachsiger polnischer Rollwagen im Eisenbahnmuseum am Bahnhof Majdan, Waldbahn Bieszczady

### Polen
Nach der Wiedererlangung der Unabhängigkeit Polens nach dem Ersten Weltkrieg übernahm Polen verschiedene Schmalspurbahnen. Bei den durch die polnische Staatsbahn PKP übernommenen ehemals deutschen Schmalspurstrecken von Sroda Wlkp. (Schroda) und Śmigiel (Schmigel) wurden Anfang der 1960er Jahre ähnlich den deutschen eigene Rollwagen  mit einer Länge von 8,3 m konstruiert. Diese erhielten die Bezeichnung Tw5. Wurden bis 1975 nur Rollwagen für die Spurweite 750 mm gebaut, wurden ab 1975 mit der Bezeichnung Tw6/100 auch die ersten meterspurigen Rollwagen für das Streckennetz um Gryfice (Greifenberg) hergestellt.

### Schweiz

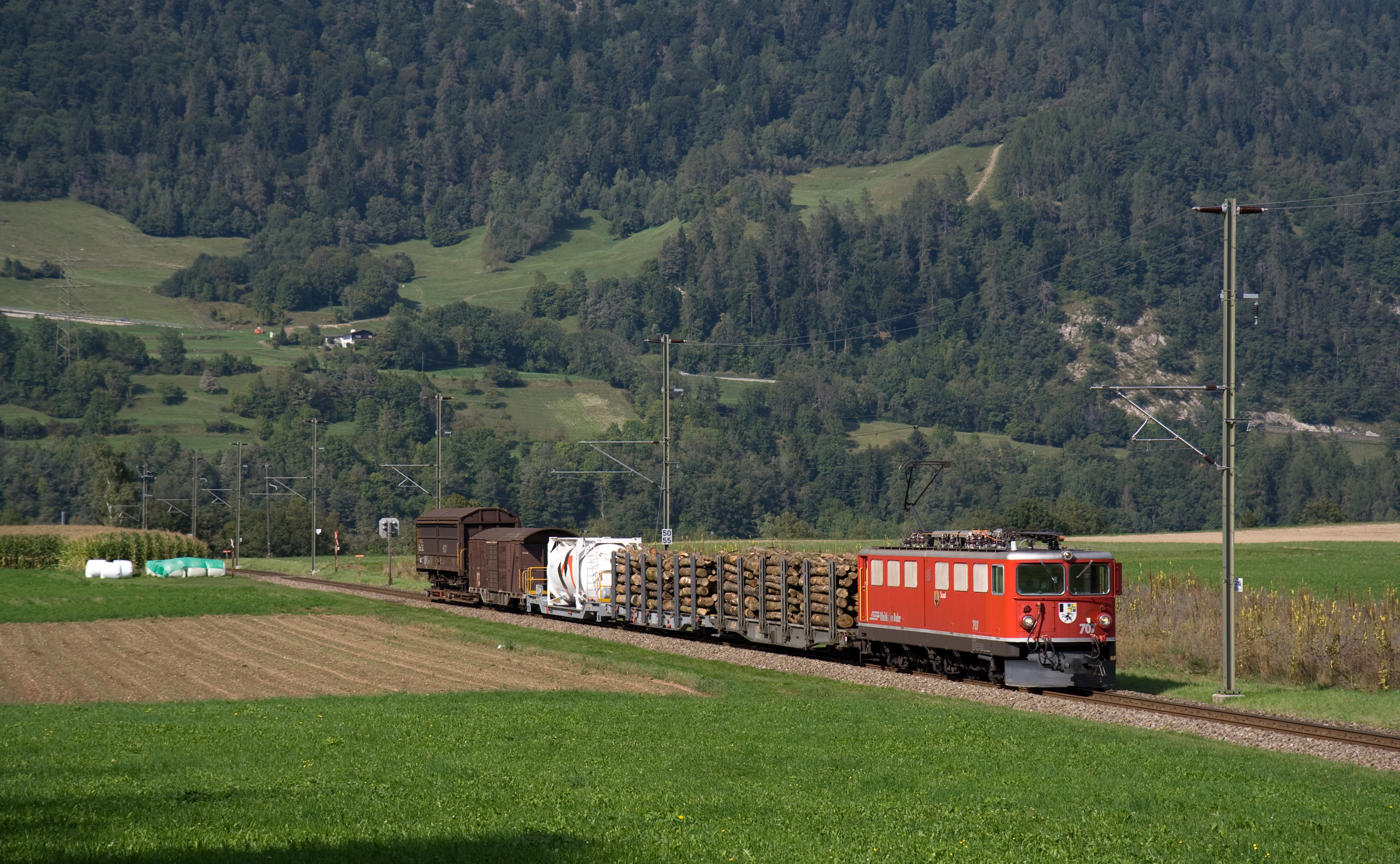
RhB-Güterzug mit einem Normalspur-Güterwagen der SBB

In der Schweiz werden Rollwagen als Rollschemel bezeichnet. Sie gelten als vollwertige Eisenbahnwagen und werden sowohl auf dem Normalspurnetz zum Transport von Schmalspurfahrzeugen (siehe auch: Schmalspurtransportwagen) wie auch von den Schmalspurbahnen zum Transport von Normalspurfahrzeugen eingesetzt.
In der Liste der Schmalspurbahnen in der Schweiz und der Liste der ehemaligen Schweizer Eisenbahnstrecken sind alle bestehenden und ehemaligen Schweizer Bahnen mit Rollschemelverkehr aufgeführt.

### Australien
Während der Umspurung der Great Northern Railway in Australien wurden sogenannte Pickaback-Züge verwendet. Diese Züge bestanden aus normalspurigen Rollwagen-Kompositionen, auf denen ganze Schmalspurzüge verladen werden konnten und wurden solange eingesetzt, wie die Strecke teilweise normalspurig, teilweise schmalspurig betrieben wurde. Die Verladeanlage stand zunächst in Brachina, sie wurde aber nach Abschluss der Bauarbeiten nach Marree verlegt. Dort wurde sie genutzt, um Schmalspurfahrzeuge für den Transport nach Port Augusta in das Ausbesserungswerk zu verladen.

### Japan

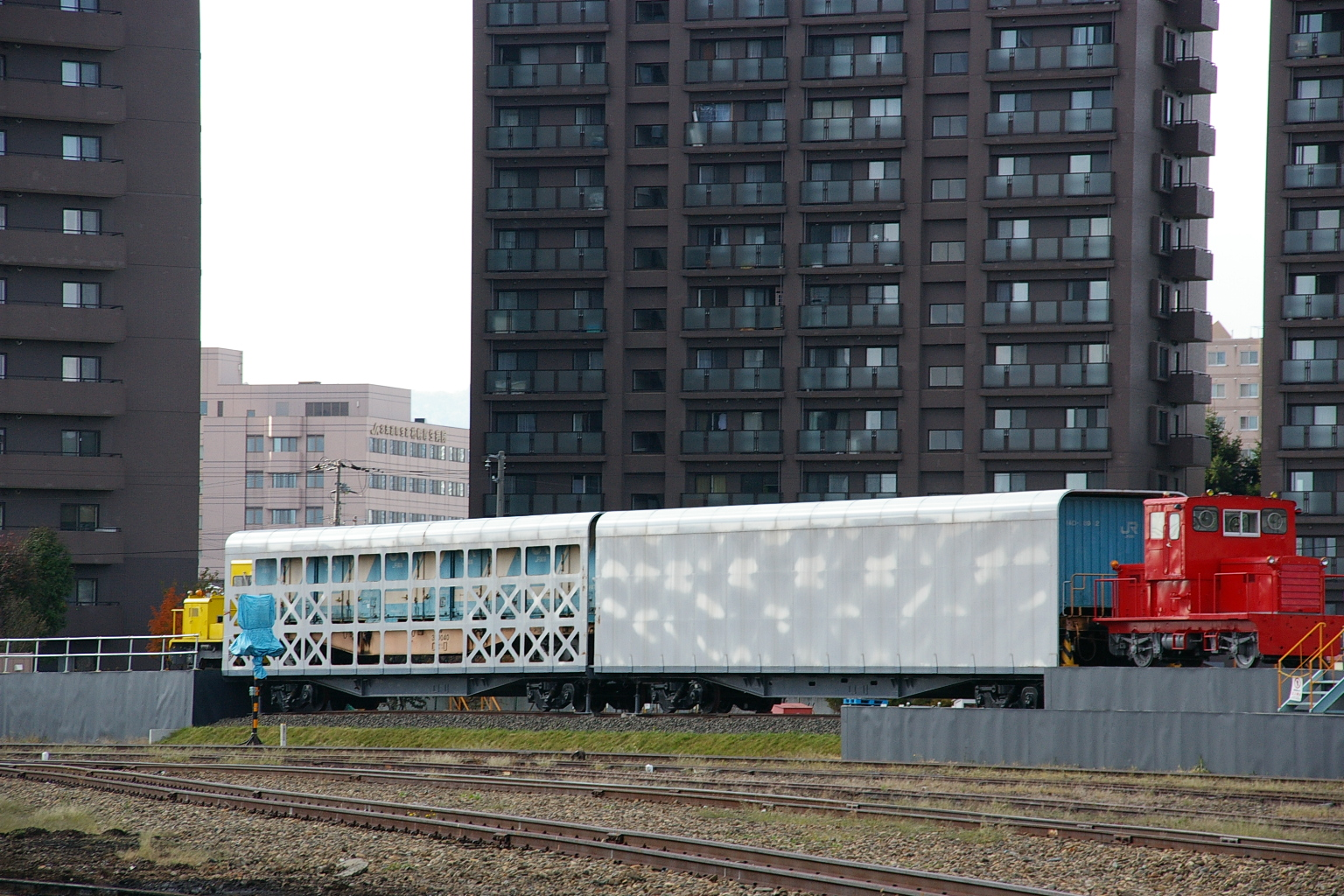
Torein on Torein-Mockup

Nach der Eröffnung des Shinkansen-Verkehrs durch den Seikan-Tunnel im Jahr 2015 musste auf dieser Strecke trotzdem der Güterverkehr aufrechterhalten werden. Hierzu wurde das Konzept Torein on Torein (Zug auf Zug) entwickelt. Um die auf Kapspur verkehrenden Güterzüge vor den Druckwellen der Hochgeschwindigkeitszüge zu schützen, sollten die Wagen mit 1067 mm Spurweite auf gedeckten Rollwagen für 1435 mm Spurweite durch den Tunnel transportiert werden.
Tatsächlich erhielt die Tunnelstrecke jedoch die schon beim Bau vorbereiteten Dreischienengleise, Züge beider Spurweiten befahren den Tunnel gleichzeitig und die Geschwindigkeit ist auf 140 km/h begrenzt. Damit war die zeitaufwändige Rollwagenlösung nicht erforderlich.